# Atrofie

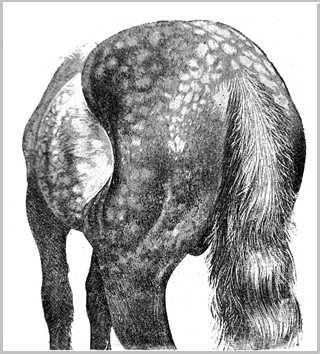
Atrofie bij de triceps in het bovenbeen van een paard

Atrofie, letterlijk zonder voeding, is een afname van weefsel- of orgaanmassa. Er zijn twee soorten atrofie: numerieke atrofie (afname van het aantal cellen) en eenvoudige atrofie (afname van de celfunctie). Een voorbeeld van eenvoudige atrofie is het afplatten van de darmvlokken. De darmvlokken die normaal zorgen voor een vergroot oppervlak van de dunne darm verdwijnen langzaam.
Door deze atrofie verslechtert de opname van bouwstoffen uit het voedsel. Niet opgenomen bouwstoffen verlaten met de ontlasting het lichaam weer. Als gevolg hiervan kunnen klachten ontstaan als diarree, verstopping, groeistoornissen, humeurigheid en vermoeidheid. Ook kunnen tekorten ontstaan aan onder meer vitamines en ijzer.
Spieratrofie is afname van spierweefsel door tekort aan voedingsstoffen. De spierkracht neemt dan af. Ook als spieren niet gebruikt worden, bijvoorbeeld door langdurige inactiviteit, gaan ze atrofiëren, wat wil zeggen dat de spieren dunner worden en er krachtverlies optreedt.

## Proces

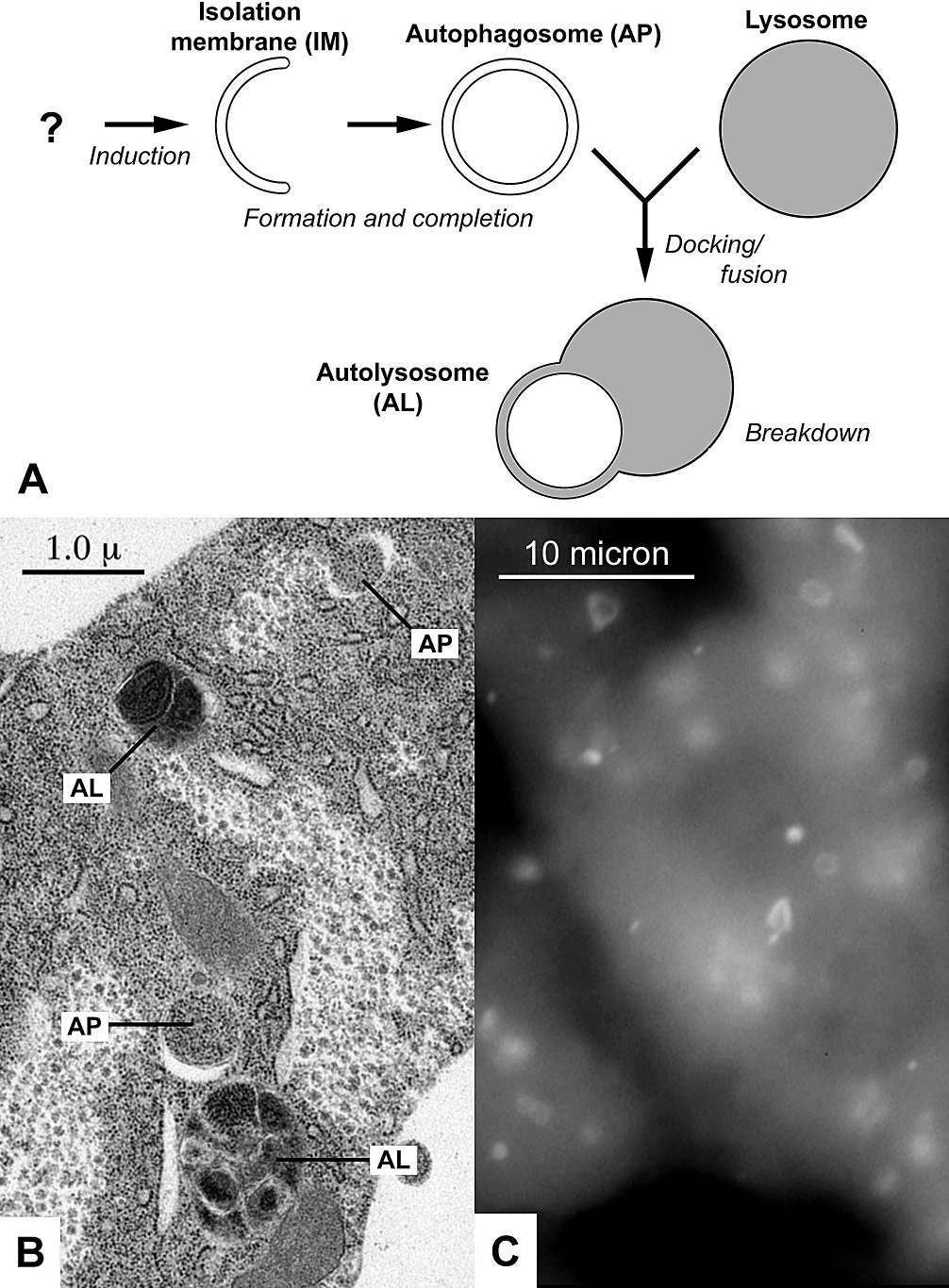
Celafbraak

Na het eten van voedsel zet het lichaam glucose om in glycogeen dat wordt gebruikt als energiebron voor het hele lichaam. 25% van de glucose is voor de hersenen terwijl de andere 75% wordt gebruikt voor rode bloedcellen en spiervezels. Na ongeveer zes uur is het glucosegehalte laag, waarna de maag het sein geeft aan de hersenen dat er opnieuw voedsel moet worden opgenomen: het lichaam krijgt honger.
Uiteindelijk komt het lichaam in de ketosefase. Dit hangt af van de hoeveelheid vetten die het lichaam heeft opgeslagen. Het lichaam breekt alle opgeslagen vetten af in één glycerolmolecuul en drie vetzuurketens. Het grootste gedeelte van het lichaam is in staat vetzuren te gebruiken als alternatieve bron van energie, in een proces genaamd beta-oxidatie. De hersenen kunnen geen vetzuren gebruiken voor energie, omdat deze de bloed-hersenbarrière niet kunnen passeren. Het vetzuur wordt in kleinere moleculen afgebroken. De hersenen kunnen hierop niet volledig overleven, aangezien het nog steeds 25% glucose nodig heeft. Hierdoor wordt het moeilijker om zich te concentreren, men voelt zich suf en moe en beweging gaat moeilijker. Veel mensen die een dieet volgen, mensen die niet veel eten of die een zware sport of job uitvoeren komen vaak in dit proces.
Wanneer het lichaam bijna al zijn vetten omgezet heeft in vetzuur, schakelt het over naar de spieren. Deze worden afgebroken in proteïnen die bestaan uit polymere ketens van aminozuren. Aminozuur kan worden omgezet in glucose, waardoor de hersenen weer glucose krijgen als energiebron. Het lichaam verliest spiervezels. De hersenen hebben per dag ongeveer 120 gram glucose nodig. Om het lichaam te laten overleven zakt die waarde naar 30 gram per dag. Het lichaam probeert zichzelf op deze manier in stand te houden, totdat het geen energie meer kwijt wil/kan aan niet-essentiële functies in het lichaam. Uiteindelijk stopt de toevoer van energie. Dit leidt onder andere tot botten die verzwakken en bij vrouwen zou de menstruatiecyclus worden uitgeschakeld. Binnen een aantal weken is het immuunsysteem zonder vitaminen en mineralen zo verzwakt dat men sterft door ziektes. De meest voorkomende dood is cardiac arrhythmia of hartritmestoornis.